# Charles Martina
Charles Girigorio Martina (nacido el 31 de enero de 1989) es un futbolista internacional de Curazao que se desempeña en el terreno de juego como delantero; su actual equipo es el S.V. Vesta de la primera división del Fútbol de Curazao.

## Trayectoria
- CSD Barber  2010-2013
- CRKSV Jong Holland  2013
- S.V. Vesta  2019-2020